# Ontario (Schiff)
Die  Ontario war ein britisches Kriegsschiff zur Zeit des Amerikanischen Unabhängigkeitskrieges und versank am 31. Oktober 1780 im Ontariosee. 2008 wurde das Wrack in 150 Meter Tiefe geortet und angetaucht. 
Die Ontario lief am  10. Mai 1780 in Kanada in Carleton Island als Zweimast-Brigg vom Stapel und hatte eine Länge von fast 25 Metern bei 226 Tonnen Gewicht. Sie war mit 22 Kanonen bewaffnet und das Flaggschiff der britischen Kriegsschiffe auf den Großen Seen. Sie hatte etwa 130 Menschen an Bord. Die Besatzung bestand aus Kanadiern und britischen Soldaten. Zusätzlich sollen mit dem Schiff amerikanische Kriegsgefangene, Frauen und Kinder transportiert worden sein. Kapitän der Ontario war James Andrews, der Kommandant der Flotte auf den Seen.
Obwohl keine Zeugen den Untergang am 31. Oktober 1780 überlebten, gelten seine Umstände als geklärt. Die Ontario lief von Fort Niagara aus nach Oswego, um den Festungskommandanten Masson Bolton zur ärztlichen Behandlung weiter nach England zu transportieren. Ein plötzlich auftretender Sturm mit Tornado-Stärke ließ das Schiff wahrscheinlich schnell kentern. Sechs Leichen der Besatzung wurden angeschwemmt gefunden.

## Fund
Die Entdecker haben Unterwasseraufnahmen angefertigt, die ein weitgehend intaktes Schiffswrack erkennen lassen. Anhand der Masten und ihrer Aussichtsplattformen sei die Identifizierung sicher. Auf dem Deck befinden sich noch mindestens vier Kanonen.
Seine Finder sind Jim Kennard, pensionierter Ingenieur und Taucher und Dan Scoville. Sie hatten eine systematische Suche mit Sonar gestartet. Kennard sagte zum Fundort: „Es ist ein Grab, und wir sind seine Wächter. Wir wollen andere da nicht hinführen.“